# トゥンペン

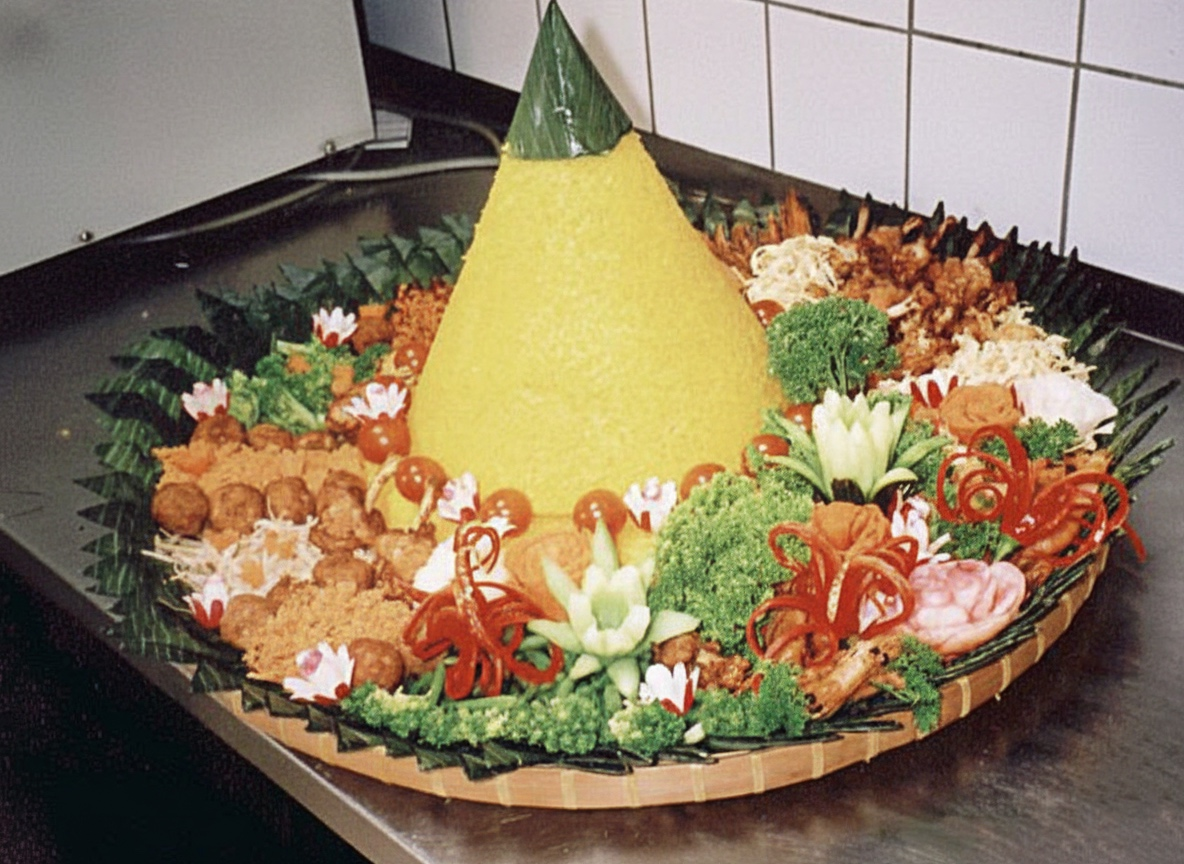
ジャワ島のトゥンペンの例（中央の円錐型のものがナシクニン）

トゥンペン（英語: tumpeng、ジャワ文字:ꦠꦸꦩ꧀ꦥꦼꦁ、バリ文字:ᬢᬸᬫ᭄ᬧᭂᬂ}）は、インドネシア料理。ターメリックで黄色に炊いたご飯を円錐状にしたナシクニンの周囲に様々なおかずを盛りつけた料理である。ナシトゥンペンとも呼ばれる。

## 概要
トゥンペンは、インドネシアの独立記念日（8月17日）や、結婚式や誕生日などの祝いの席で食される料理とされる。インドネシアの国民は8割以上がイスラム教徒であり、ラマダーンの断食期間明けにも、お祝いとしてトゥンペンが振るまわれる。
大勢で食べる料理であり、20人前から30人前以上のボリュームがあってこそトゥンペン「らしい」と言われるという。

## 起源
ジャワ島を起源とする料理で、1000年以上昔から祝いの料理として食されている。
ナシトゥンペンの「ナシ」はインドネシア語で「ご飯」の意味で、「トゥンペン」は円錐形のご飯をおかずで囲んだ盛り付け方の名称である。
ナシクニンは「天と地とを結ぶ山」やジャワ島の霊峰を表している。山頂部分は特別な意味があり、祝いの席の主賓に振る舞われる。また、ナシクニンの黄色をインドネシアでは「幸運」や「繁栄」の象徴とされる。
ナシクニン周辺の様々なおかずが「神から授かった恵み」を表している。例えばジャガイモ、サツマイモやピーナッツといった塊茎は「土中からの恵み」を表し、野菜類は「地面からの恵み」、牛肉などは「地上の動物」、エビなどの海産物は「海」を表す。